# ダイヤモンドの恋
『ダイヤモンドの恋』（ダイヤモンドのこい）は、2005年8月22日から10月6日まで放送されたNHK夜の連続ドラマ（NHK大阪放送局製作。当シリーズが大阪製作となるのは3作目）。田渕久美子脚本。

## 概要
更年期障害を持つジュエリーデザイナーの女性が、障害を克服し仕事と恋に情熱を傾ける姿を描いたホームドラマ。
当初は9月29日まで放送する予定だったが、第3週（9月5日-8日）の放送が、台風14号の関連ニュース、及び衆議院選挙の政見放送のスケジュール（公職選挙法により、予め決められた政見放送のスケジュールを変更・別の枠へ振り替えることが出来ない）等の都合から放送できず、それ以後の放送を1週ずつ繰り下げる処置が取られた。
なお、休止分の代替番組は「特集 シリーズ世界遺産100」（8日23:00～）、「こだわリング」（9日24:55～・YOU、千原ジュニア司会）、「痛快!からくちフレンド」（9日25:25～・筧利夫司会）がそれぞれ放送された（参照 番組たまご）。

## あらすじ
沢渡麗子（浅野温子）は、東京の大手ジュエリーメーカーの人気専属ジュエリー・デザイナーで、家庭では娘の志帆（石田未来）と2人暮らしをしながら仕事も家庭も順風満帆な生活をしていた。しかし、既に前夫・圭一（山下真司）とは離婚しているが圭一は度々麗子の家に勝手に上がりこんでしまい、麗子を困らせる。
だが、麗子は近年、更年期障害の症状にかかりめまいを襲う。その為仕事での失敗が重なり、更に新作発表会でも激しいめまいが災って観衆の前で倒れる。その後、志帆の勧めで考古学者・柏原量平（吉田栄作）が講師を務める文化センターの講座を受けることになり…。

## 出演者
- 沢渡麗子：浅野温子
- 柏原量平：吉田栄作

- 平田　肇：苅谷俊介
- 大場敏造：曽我廼家文童
- 野中勝代：末成由美
- 野上ハツエ：紅萬子
- 佐藤守：三谷昌登
- 田中諭：須永慶
- 黒川教授：鶴田忍

- 松崎芳治：近藤芳正
- 三谷孝司：金子昇

- 沢渡志帆：石田未来
- 沢渡圭一：山下真司

- 伊藤恵里：松尾れい子

- 田端廉太郎：宍戸錠

- 松浦登紀子：加賀まりこ

- 制作：一井久司
- 演出：桜井賢

## 主題歌
- 川江美奈子「しあわせ」(作詞・作曲:川江美奈子、編曲:武部聡志)